# Шарль Тюлан
Шарль Тюлан (фр. Charles Tulasne; 1816–1884) — французький лікар та міколог, брат ботаніка та міколога Луї Рене Тюлана (1815–1885). Вважається одним з найкращих авторів ілюстрацій з мікології.

## Біографія
Шарль Тюлан народився 5 вересня 1816 року (за іншими даними — 6 вересня 1816 або в листопаді 1817 року) в муніципалітеті Ланже в Ендре і Луарі. Навчався медицині у Паризькому університеті у 1840 році отримав ступінь доктора медицини. Потім Шарль працював лікарем у Парижі.
У 1861–1865 роках була видана тритомна робота Тюлана під назвою Selecta Fungorum Carpologia. Всього до неї додавалася 61 літографія. У 1931 році цю книгу переклав Вільям Байуотер Гроув на англійську мову.
У 1865 році Шарль Тюлан разом зі старшим братом Луї Рене переїхав до Єра. З 1865 до 1884 року вони жили в Єрі, видавали різні статті в журналах з ботаніки та мікології. Шарль був творцем здебільшого чорно-білих літографій до книг Луї Рене.
Шарль Тюлан помер у Єрі 21 серпня (за іншими даними — 28 серпня) 1884 року.

## Деякі наукові роботи
- Tulasne, L.R.; Tulasne, C. (1847). Mémoire sur les Ustilaginées. Ann. Sci. nat. Bot. ser. 3 7: 12—127.
- Tulasne, L.R.; Tulasne, C. (1851). Fungi hypogaei. 222 p.
- Tulasne, L.R.; Tulasne, C. (1861–1865). Selecta fungorum carpologia. 3 vols.

## Роди, названі на честь Ш. Тюлана
- Tulasneinia Zobel ex Corda, 1854 [syn.  Terfezia (Tul. & C.Tul.) Tul. & C.Tul., 1851] — також присвячений Луї Рене Тюлану
- Tulasnella J.Schröt., 1888 — також присвячений Луї Рене Тюлану
- Tulasnodea Fr., 1849 [syn.  Tulostoma Pers., 1794] — також присвячений Луї Рене Тюлану